# Закиров, Игорь Рауфович
Игорь Рауфович Закиров (род. 2 января 1945 года) — лётчик-испытатель Авиационного комплекса имени С. В. Ильюшина, Заслуженный лётчик-испытатель СССР (1990), Герой России.

## Биография
Закиров Игорь Рауфович родился 2 января 1945 года) в Уфе в семье служащих. В 1962 году окончил среднюю школу № 39 Ленинского района города Уфы.
В Советской Армии с августа 1963 года. В 1967 году окончил Оренбургское высшее военное авиационное училище лётчиков имени дважды Героя Советского Союза И. С. Полбина.
До октября 1971 года Игорь Рауфович служил лётчиком 240-го Гвардейского Краснознамённого Севастопольско-Берлинского морского ракетоносного авиационного полка Военно-воздушных сил дважды Краснознамённого Балтийского флота.
С октября 1971 года по апрель 1973 года гвардии старший лейтенант запаса Закиров И. Р. — слушатель школы лётчиков-испытателей Министерства авиационной промышленности СССР (город Жуковский Московской области). После окончания школы он работал лётчиком-испытателем Опытного конструкторского бюро (с 1993 года — Авиационный комплекс) имени С. В. Илюшина. В 1975 году окончил вечернее отделение МАИ.
В период лётно-испытательной работы Игорем Рауфовичем Закировым, удостоенным 16 августа 1990 года звания «Заслуженный лётчик-испытатель СССР», подняты в небо и испытаны самолёты: Ил-76П-1 (22 сентября 1989 года), Ил-114/2 (24 декабря 1991 года), головной Ил-114 (7 августа 1992 года), Ил-76П-2 (28 января 1993 года), Ил-96МО (6 апреля 1993 года; в качестве 2-го пилота), Ил-114Т (14 сентября 1996 года).
В 1989 году он участвовал в десантировании грузов с Ил-76МД в районе Северного полюса.
Указом Президента Российской Федерации от 14 марта 1994 года № 480 «за мужество и героизм, проявленные при испытании, доводке и освоении новых образцов авиационной техники», лётчику-испытателю Авиационного комплекса имени С. В. Ильюшина Закирову Игорю Рауфовичу присвоено звание Героя Российской Федерации с вручением медали «Золотая Звезда» (№ 70). Он стал первым уроженцем Башкирии, удостоенным высшей степени отличия России.
И. Р. Закиров представлял аэробусы Ил-76, Ил-86, Ил-96 и Ил-114 на международных выставках в столицах различных странах: Германии (Берлин), Франции (Париж), Чехии (Прага), Индии (Дели), Китае (Пекин), Сингапуре (Сингапур), Чили (Сантьяго) и в других.
В декабре 1999 года — январе 2000 года Закиров принимал участие в Международной комплексной антарктической экспедиции «Навстречу XXI веку» в качестве пилота-инструктора на авиалайнере Ил-76ТД.
В настоящее время И. Р. Закиров живёт в городе Жуковском Московской области.

## Награды
Награждён орденом «За личное мужество», медалями